# With Me (singel Sum 41)
With Me – trzeci singel kanadyjskiego zespołu Sum 41 wydany za pośrednictwem Island Records 28 lutego 2008, promujący album Underclass Hero. Po raz pierwszy utwór został zagrany na żywo 26 stycznia 2008 na torze Daytona International Speedway w miejscowości Daytona Beach na Florydzie. 4 lutego zespół poinformował na swojej stronie internetowej o zakończeniu nagrywania teledysku do „With Me”. Utwór został wykorzystany w serialu Plotkara. Singel został wydany zarówno w Internecie, jak i tradycyjnie na płycie CD.

## Teledysk
Teledysk do utworu został zaprezentowany na profilu zespołu w serwisie MySpace 28 lutego 2008. Sum 41 poinformował, że teledysk został nakręcony w Toronto w stanie Ontario. Na początku Deryck Whibley gra na gitarze akustycznej, przedstawione są urywki domu, w którym muzyk gra. McCaslin i Jocz tymczasem grają w kuchni domu - cały zespół przenosi się w to miejsce w trakcie grania refrenu. W trakcie trwania filmu przedstawiane są w szybkim tempie zdjęcia wielu ludzi - wraz z biegiem czasu poznajemy ich coraz bardziej i dowiadujemy się o nich coraz więcej. Deryck przez całą długość trwania teledysku gra na gitarze akustycznej. Wers „I'll hold onto this moment you know” oznacza, że staruszek przedstawiany wielokrotnie w czasie trwania teledysku przeżywał ciężkie chwile w młodości w czasie odbywania służby wojskowej.